# IKOZA
IKOZA（イコーザ）は、神奈川県大和市渋谷5丁目にある高座渋谷駅前複合型公共施設である。

## 概要
小田急江ノ島線高座渋谷駅西口再開発事業の一環として2010年1月に完成したこの施設は学習センター、市役所分室、スーパーマーケットなどがテナントとして入っている。ネーミングは、「行こう」とこの土地の地名「高座」を組み合わせたものである。
市役所分室および学習センターは、1969年から2010年のIKOZAへの移転まで駅東側の渋谷小学校正門前にあったものである。

## 入居テナント
- 大和市渋谷学習センター
  - 大和市立渋谷図書館
- 大和市役所渋谷分室
- 大和市安全安心ステーション高座渋谷（愛称：高座渋谷えきばん）
- おふろの王様（旧：ゆめみ処ここち湯）
- ビッグヨーサン

## テレビ撮影
- テレビ東京系列『開運!なんでも鑑定団』 - 出張!なんでも鑑定団in大和市